# Répression (album de Trust)
Pour les articles homonymes, voir Répression.
Albums de Trust
Trust
(1979) Marche ou crève
(1981)
Singles
1. Antisocial
Sortie : Juin 1980[1]
2. Fatalité
Sortie : Novembre 1980[2]

Répression est le deuxième album studio du groupe de hard rock français Trust sorti en 1980. Une version anglaise est également sortie la même année sous le titre Repression.

## Contenu
Savant mélange de Punk et de Hard rock, l'album rend hommage au chanteur d'AC/DC, Bon Scott, mort le 19 février 1980 soit 3 mois avant la sortie de l'album. La réalisation de la version anglaise de Répression est marquée par la mort du chanteur d'AC/DC Bon Scott qui à ce moment-là adaptait avec Bernie Bonvoisin les paroles de l'album en anglais, pendant les sessions d'enregistrement de l'album à Londres.
Le tube Antisocial est représentatif du ton engagé et révolté du groupe à cette époque.
Les paroles du morceau Le Mitard sont mises en musique par le guitariste Norbert Krief, d'après le livre L'Instinct de mort, écrit par le hors-la-loi Jacques Mesrine. La fin du morceau comprend un extrait sonore de la voix de Jacques Mesrine (extrait de la cassette enregistrée par Mesrine peu avant sa mort).
Instinct de Mort qui reprend le titre du livre écrit et illégalement publié en 1977 par Jacques Mesrine, est un violent pamphlet sur les conditions dans lesquelles Mesrine a été abattu par les forces de police le vendredi 2 novembre 1979 à Paris, Porte de Clignancourt.
Monsieur Comédie dénonce l'action de Rouhollah Khomeini comme dirigeant de la République islamique d'Iran.

## Réception
Vendu à plus de 800 000 exemplaires, Répression est l'album de la consécration pour Trust. Il est certifié disque d'or l'année de sa sortie et disque de platine en 1981
Selon l'édition française du magazine Rolling Stone, cet album est le 11e meilleur album de rock français.
Il est également inclus dans l'ouvrage Philippe Manœuvre présente : Rock français, de Johnny à BB Brunes, 123 albums essentiels.

## Liste des morceaux

### Version française
| No  | Titre             | Auteur                          | Durée |
| --- | ----------------- | ------------------------------- | ----- |
| 1.  | Antisocial        | Bernie Bonvoisin, Norbert Krief | 5:03  |
| 2.  | Monsieur Comédie  | Bonvoisin, Krief                | 3:25  |
| 3.  | Instinct de mort  | Bonvoisin, Krief                | 3:44  |
| 4.  | Au nom de la race | Bonvoisin, Krief                | 4:10  |
| 5.  | Passe             | Bonvoisin, Krief                | 3:45  |
| 6.  | Fatalité          | Bonvoisin, Krief                | 2:56  |
| 7.  | Saumur            | Bonvoisin, Krief                | 5:45  |
| 8.  | Le Mitard         | Jacques Mesrine, Krief          | 5:14  |
| 9.  | Sors tes griffes  | Bonvoisin, Krief                | 3:24  |
| 10. | Les Sectes        | Bonvoisin, Krief                | 2:45  |

### Version anglaise
| No  | Titre                                       | Auteur                         | Durée |
| --- | ------------------------------------------- | ------------------------------ | ----- |
| 1.  | Antisocial                                  | Bonvoisin, Krief, Jimmy Pursey | 5:02  |
| 2.  | Mister Comedy (Monsieur comédie)            | Bonvoisin, Krief, Pursey       | 3:27  |
| 3.  | In the Name of the Race (Au nom de la race) | Bonvoisin, Krief, Pursey       | 3:25  |
| 4.  | Death Instinct (Instinct de mort)           | Bonvoisin, Krief, Pursey       | 3:41  |
| 5.  | Walk Alone (Passe)                          | Bonvoisin, Krief, Pursey       | 3:52  |
| 6.  | Paris Is Still Burning (Saumur)             | Bonvoisin, Krief, Pursey       | 4:53  |
| 7.  | Pick Me Up, Put Me Down (Fatalité)          | Bonvoisin, Krief, Pursey       | 2:54  |
| 8.  | Get Out Your Claws (Sors tes griffes)       | Bonvoisin, Krief, Pursey       | 4:13  |
| 9.  | Sects (Les sectes)                          | Bonvoisin, Krief, Pursey       | 2:43  |
| 10. | Le Mitard                                   | Mesrine, Krief                 | 5:14  |

## Personnel
Trust
- Bernie Bonvoisin : chant
- Norbert Krief : guitare
- Yves Brusco : basse
- Jean-Emile Hanela : batterie

Musiciens additionnels
- Bimbo Acock : saxophone sur Fatalité, cuivres sur Au nom de la race
- Bud Beadle, John McNicol et Peter Thoms : cuivres sur Au nom de la race
- piano sur Fatalité : non crédité

## Informations
- Enregistré et mixé au Scorpio Sound (Londres)
- Réalisation artistique : Trust et Dennis Weinreich